# John Bird Sumner

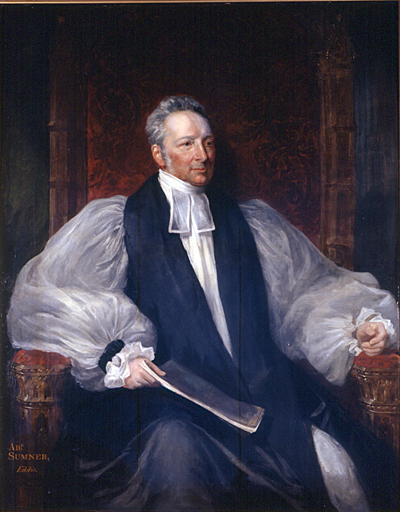
Aartsbisschop John Bird Sumner

John Bird Sumner (Kenilworth, 25 februari 1780 – Addington (Londen), 6 september 1862) was een anglicaans geestelijke en aartsbisschop van Canterbury.

## Biografie
Sumner werd opgeleid aan Eton College en de Universiteit van Cambridge. In 1802 werd hij docent aan Eton en het jaar daarop werd hij tot priester gewijd. In 1818 werd hij beroepen tot pastor van Mapledurham in Oxfordshire. In 1828 werd hij gewijd tot bisschop van Chester. Gedurende zijn episcopaat werden veel kerken en scholen gesticht in zijn diocees.
Hij schreef verschillende verhandelingen, waarvan Treatise on the Records of Creation and the Moral Attributes of the Creator (Londen, 1816) en The Evidence of Christianity derived from its Nature and Reception (Londen, 1821) de bekendste zijn. In 1848 werd hij gekozen tot aartsbisschop van Canterbury.
Hij was president van de zogenaamde Canterbury Association, die de stad Christchurch in Nieuw-Zeeland stichtte.
- Biblioteca Nacional de España: XX4900651
- Gemeinsame Normdatei: 120213648
- International Standard Name Identifier: 0000 0000 7729 0852
- Library of Congress Control Number: n87912136
- Nationale bibliotheek van Australië: 35164236
- Nationale Bibliotheek van Israël: 987007416155705171
- Nederlandse Thesaurus van Auteursnamen: 172035945
- Réseau des bibliothèques de Suisse occidentale: 02-A022872514
- SNAC: w6ft8z2n
- Système universitaire de documentation: 115703764
- Trove: 848060
- Virtual International Authority File: 15595063
- WorldCat: E39PBJh8KYBBQTpk8wtXRfmw4q